# لطيف محمد
لطيف محمد (بالإنجليزية: Latif Mohammed)‏ (1990 في غانا - ) هو لاعب كرة قدم غاني في مركز الوسط.

## وصلات خارجية
- لطيف محمد على موقع قاعدة بيانات كرة القدم.إي يو (الإنجليزية)